# Niclas Nohr
Niclas Nohr (Næstved, 20 de agosto de 1991) es un deportista danés que compitió en bádminton, en la modalidad de dobles mixto.
Ganó una medalla de oro en los Juegos Europeos de Bakú 2015 y una medalla de plata en el Campeonato Europeo de Bádminton de 2016.

## Palmarés internacional
| Juegos Europeos    | Juegos Europeos            | Juegos Europeos  | Juegos Europeos |
| Año                | Lugar                      | Medalla          | Prueba          |
| ------------------ | -------------------------- | ---------------- | --------------- |
| 2015               | Bakú (Azerbaiyán)          | Medalla de oro   | Dobles mixto    |
| Campeonato Europeo |                            |                  |                 |
| Año                | Lugar                      | Medalla          | Prueba          |
| 2016               | La Roche-sur-Yon (Francia) | Medalla de plata | Dobles mixto    |